# さだまさしベスト16
『さだまさしベスト16』は、1979年6月25日にリリースされたシンガーソングライター・さだまさしのコンピレーション・アルバムである。カセット・テープのみで企画された。

## 概要
- 「関白宣言」のリリースの2週間前に発売された。ワーナー・パイオニアの独自の企画であり、フリーフライトからリリースされた『夢供養』からは1曲も収録されていない。また当時の最新ヒット曲であった「天までとどけ」「惜春」は収録されているが、FREE FRIGHT RECORDS との但し書きが添えられている。ワーナー・パイオニアからの最後のさだ作品リリースとなった。
- さだはグレープ時代から1981年11月の『昨日達…』までベスト・アルバムを出さなかった。

## 収録曲

### カセットA面
1. 天までとどけ
シングル曲。当時の最新ヒット曲である。フリーフライト音源。
2. 案山子
シングル曲。のちアルバム『私花集』に収録。
3. 檸檬
アルバム『私花集』からの収録。シングル盤のヴァージョンではない。
4. 晩鐘
アルバム『風見鶏』からの収録。
5. つゆのあとさき
アルバム『風見鶏』からの収録。
6. 絵はがき坂
アルバム『帰去来』からの収録。のちシングル盤「雨やどり」のB面にシングル・カットされた。
7. 惜春
シングル曲。当時の最新ヒット曲である。ちなみにシングル盤では「天までとどけ」とは両方A面の規格であった。フリーフライト音源。
8. 秋桜
アルバム『私花集』からの収録。

### カセットB面
1. 雨やどり
シングル曲。シングル盤以外では初の収録となる。この曲のみライヴ録音。
2. 吸殻の風景
シングル曲。のちアルバム『風見鶏』に収録。
3. 童話作家
アルバム『帰去来』からの収録。
4. 飛梅
アルバム『風見鶏』からの収録。
5. 夕凪
アルバム『帰去来』からの収録。この曲のみ、さだまさし作詩・渡辺俊幸作曲である。
6. 線香花火
シングル曲。同時リリースのアルバム『帰去来』にも収録。
7. きみのふるさと
アルバム『風見鶏』からの収録。
8. 主人公
アルバム『私花集』からの収録。

- 「夕凪」以外は、すべて作詩[1]・作曲：さだまさし。